# Oliver Perry Hay
Pour les articles homonymes, voir Hay.
Oliver Perry Hay est un paléontologue américain, né le 22 mai 1846 à Saluda (Indiana) et mort le 2 novembre 1930 .

## Biographie
Il est le fils de Robert Hay et de Margaret née Crawford. Il obtient son Bachelor of Arts à Eureka (Illinois) en 1870, son Master of Arts en 1873. Il étudie à Yale de 1876 à 1877 et obtient son doctorat à l’université de l’Indiana en 1884.
Il se marie avec Mary Emily Howsmon le 30 juin 1870, union dont naîtront quatre enfants dont le carcinologiste William Perry Hay (1872-1947).
Il enseigne les sciences naturelles à Eureka (Illinois) de 1870 à 1872, puis à Oskaloosa (Iowa) de 1874 à 1876, puis la biologie et la géologie au College Butler d’Indianapolis de 1879 à 1892. Hay est conservateur assistant au Field Museum of Natural History de Chicago de 1895 à 1897, puis conservateur assistant au département de paléontologie des vertébrés à l’American Museum of Natural History de 1901 à 1907. Après son départ à la retraite, il continue de faire des recherches souvent en association avec divers services du gouvernement américain (comme le bureau de recherche géologique de l’Arkansas ou de l’Indiana).
Hay dirige la publication American Geologist de 1902 à 1905. Il fait notamment paraître Bibliography and Catalogue of the Fossil Vertebrata of North America (1902), The Fossil Turtles of North America (1908), Pleistocene Mammals of Iowa (1914), Pleistocene and its Vertebrates, East Mississippi River (1923), Pleistocene and its Vertebrates, Middle Region (1927), Second Bibliography and Catalogue of the Fossil Vertebrata of Norty America (1929-1930).

## Source
- (en) Allen G. Debus (dir.) (1968). World Who’s Who in Science. A Biographical Dictionary of Notable Scientists from Antiquity to the Present. Marquis-Who’s Who (Chicago) : xvi + 1855 p.